# Plan de San Miguel, Guerrero
Plan de San Miguel är en ort i Mexiko.   Den ligger i kommunen Copanatoyac och delstaten Guerrero, i den sydöstra delen av landet, 240 km söder om huvudstaden Mexico City. Plan de San Miguel ligger 2 102 meter över havet och antalet invånare är 180.
Terrängen runt Plan de San Miguel är lite bergig. Runt Plan de San Miguel är det ganska tätbefolkat, med 65 invånare per kvadratkilometer. Närmaste större samhälle är Malinaltepec, 13,1 km söder om Plan de San Miguel. I omgivningarna runt Plan de San Miguel växer huvudsakligen savannskog.